# Compactificação
Na matemática e na topologia geral, compactificação é o processo ou o resultado de transformar um espaço topológico em um espaço compacto. Um espaço compacto é um espaço no qual cada cobertura aberta do espaço contém uma sub-cobertura finita. Os métodos de compactificação são vários, mas cada um é uma maneira de controlar "pontos ao infinito", de alguma forma, acrescentando "pontos ao infinito" ou impedir tal "escape".